# Alfons Dunin Borkowski

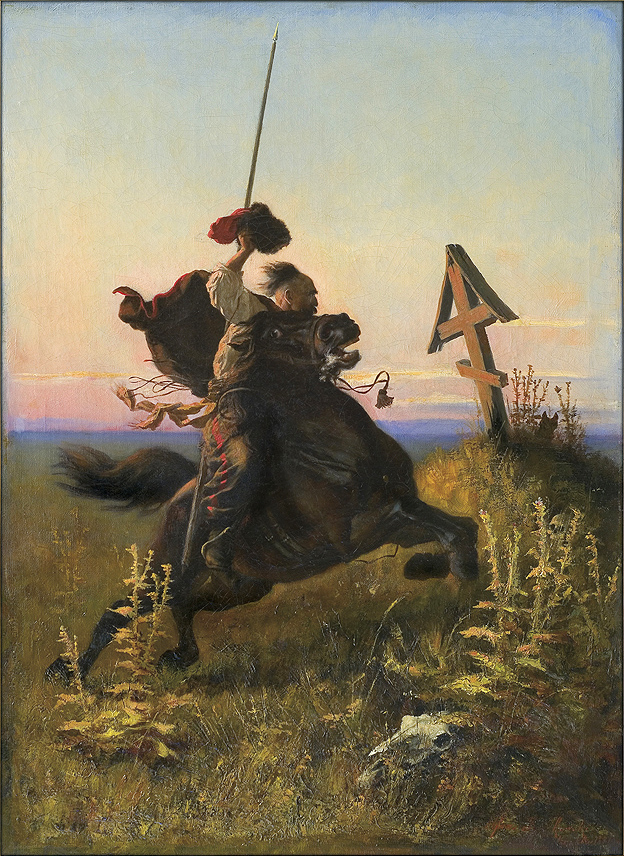
Kozak w stepie, 1881-1886

Alfons Dunin Borkowski (ur. 20 października 1850 w Plancie, zm. 1918 w Raśnikach) – polski malarz, syn Mikołaja Dunina Borkowskiego i Julianny Gromadzińskiej.

## Życiorys
Artysta otrzymał wszechstronne wykształcenie w szkołach warszawskich i krakowskich od najlepszych ówczesnych pedagogów. Studia artystyczne odbył w latach 1876–1879 w warszawskiej Klasie Rysunkowej pod kierunkiem Wojciecha Gersona i Aleksandra Kamińskiego oraz w okresie od 1879 do 1887 w Szkole Sztuk Pięknych w Krakowie początkowo u Władysława Łuszczkiewicza i Leopolda Löfflera, następnie w szkole kompozycyjnej Jana Matejki. Jeszcze w czasie studiów uczestniczył w wystawach Towarzystwa Zachęty Sztuk Pięknych w Warszawie, salonu Krywulta, Towarzystwa Przyjaciół Sztuk Pięknych w Krakowie.
W 1888 roku powrócił do rodzinnej miejscowości. W 1898 r. przeniósł się do majątku żony na Wileńszczyźnie, gdzie w Swille otworzył swoją pracownię. Po śmierci żony udał się do Bikbardy – posiadłości rodziny Koziełł-Poklewskich w Bykowszczyźnie pod Uralem. Namalował tam szereg obrazów m.in.: Polowanie na niedźwiedzia, Połów ryb z ością, Nie tędy droga. Od 1905 r. mieszkał w Suchedniowie w pow. kieleckim.

## Twórczość
Był autorem scen rodzajowych, batalistycznych i myśliwskich, realizował zlecenia portretowe i o tematyce religijnej do mauzoleum rodziny Koziełł-Poklewskich na Białorusi. Zaprojektował także przebudowę kościoła parafialnego w Sędziejowicach koło Buska-Zdroju, gdzie w ołtarzu głównym wisi obraz pędzla artysty – Św. Jakub.
Z ważniejszych prac malarza należy wymienić: Ostatnie zlecenie, Bratobójca, Po bitwie Grunwaldzkiej, Maurytanka, Popas Szaraków, Polowanie na lisa, Bitwa pod Cudnowem (do 1927 roku w zbiorach Muzeum Polskiego w Rapperswilu), Przed sejmikiem, Sejmik w końcu XVIII wieku, Podjazd, Wiatr biednemu w oczy, Odprawa, Pokój zbrojny, Awangarda w odwrocie.
Prace artysty były reprodukowane m.in. w: „Wędrowcu” (Walka Kmicica z Wołodyjowskim w nr. 6 w 1902 roku), „Rok 1863 w malarstwie polskim” (przegląd prac z lwowskiej wystawy organizowanej z okazji 50-lecia Powstania Styczniowego pod redakcją Tadeusza Klemensa Rutowskiego /1852-1918/ pt.Utarczka z kozakami), „Ilustrowanego Kuriera Codziennego” (Stary Lis – nr. 9 w 1937 roku).

### Obrazy na wystawach
- TZSP w Warszawie:
  - 1887 – Przed sejmikiem w refektarzu OO. Bernardynów
  - 1893 – Chora żona
  - 1895 – Quasimodo, rys.
  - 1899 – Myto na Białorusi
- W Salonie Krywulta: 1882, 1883
- TPSP w Krakowie:
  - 1880-81, 1882 (wystawa szkiców), 1883, 1884, 1885, 1886
  - 1887 – Przed sejmikiem w refektarzu OO. Bernardynów
  - 1888 – Portret mężczyzny
  - 1889 – Podjazd Lisa – (nr 20 w katalogu wystawy) 1891,1894
- Lwów:
  - 1894 – Wystawa sztuki współczesnej w ramach wystawy krajowej – Na czatach
  - 1913 – Wystawa z okazji 50-lecia Powstania Styczniowego – Utarczka z Kozakami w 1863 r.

### Obrazy w muzeach
- 1905 r. (lub wcześniej) do 1927 r. – w Muzeum Narodowym Polskim w Rapperswil Bitwa pod Cudnowem 1887 (sala malarstwa polskiego)
- Muzeum Śląskie w Katowicach – Kozak w stepie 1881-1886.
- MNW – U wodopoju, 1887.
- MNK – Studium konia w skoku – rys., akw., Sarna w biegu – rys., Ubita sarna – rys.
- MOS – Portret mężczyzny z 1888 r.
- Muzeum ASP w Krakowie – Studium aktu męskiego z listkiem figowym – praca studencka z 1883 r.

## Literatura dodatkowa
- Helena d’Abancourt: Borkowski Alfons Dunin. W: Polski Słownik Biograficzny. T. 2: Beyzym Jan – Brownsford Marja. Kraków: Polska Akademia Umiejętności – Skład Główny w Księgarniach Gebethnera i Wolffa, 1936, s. 330. Reprint: Zakład Narodowy im. Ossolińskich, Kraków 1989, ISBN 83-04-03291-0.